# Гришківка (заказник)
Гри́шківка — ентомологічний заказник місцевого значення в Україні. Один з об'єктів природно-заповідного фонду Полтавської області. 
Розташований у Пирятинському районі Полтавської області, на північ від села Малютинці. 
Площа 79,2 га. Статус присвоєно згідно з рішенням XXII сесії Полтавської обласної ради народних депутатів V скликання від 28 серпня 2009 року. Перебуває у віданні Смотриківської сільської ради.

## Мета
Мета створення заказника — подальше поліпшення заповідної справи в Полтавській області, збереження цінних природних, ландшафтних комплексів, об'єктів тваринного і рослинного світу. Заказник «Гришківка» має особливе природоохоронне, наукове, естетичне та пізнавальне значення.

## Фауна
В заказнику мешкають цінні види комах, занесені до Червоної книги України.

## Флора
Рослинний світ заказника включає водно-болотний та прибережний природні комплекси, схили терас порослі лучною рослинністю, на окремих ділянках зустрічається лучно-степова рослинність.

## Галерея

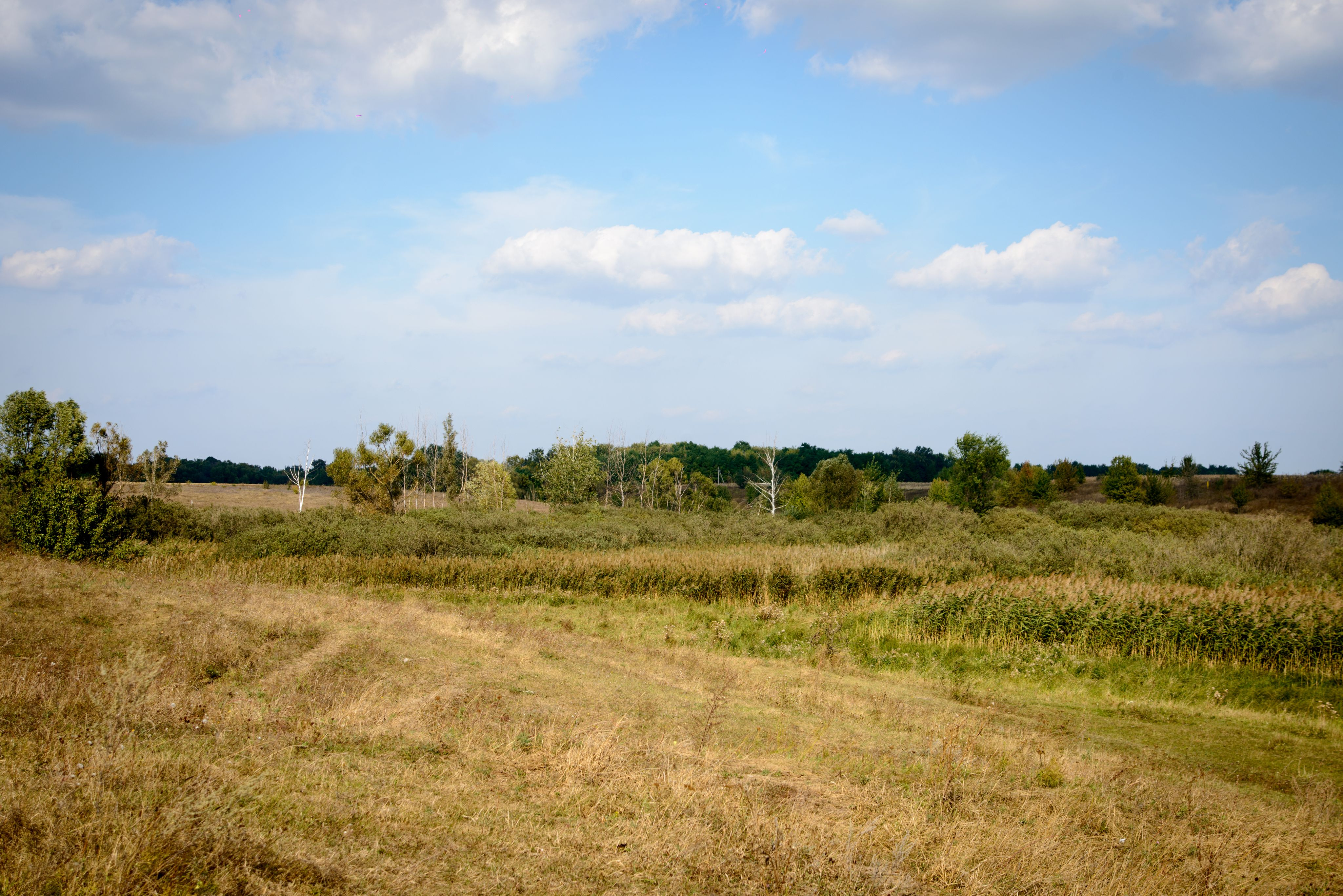
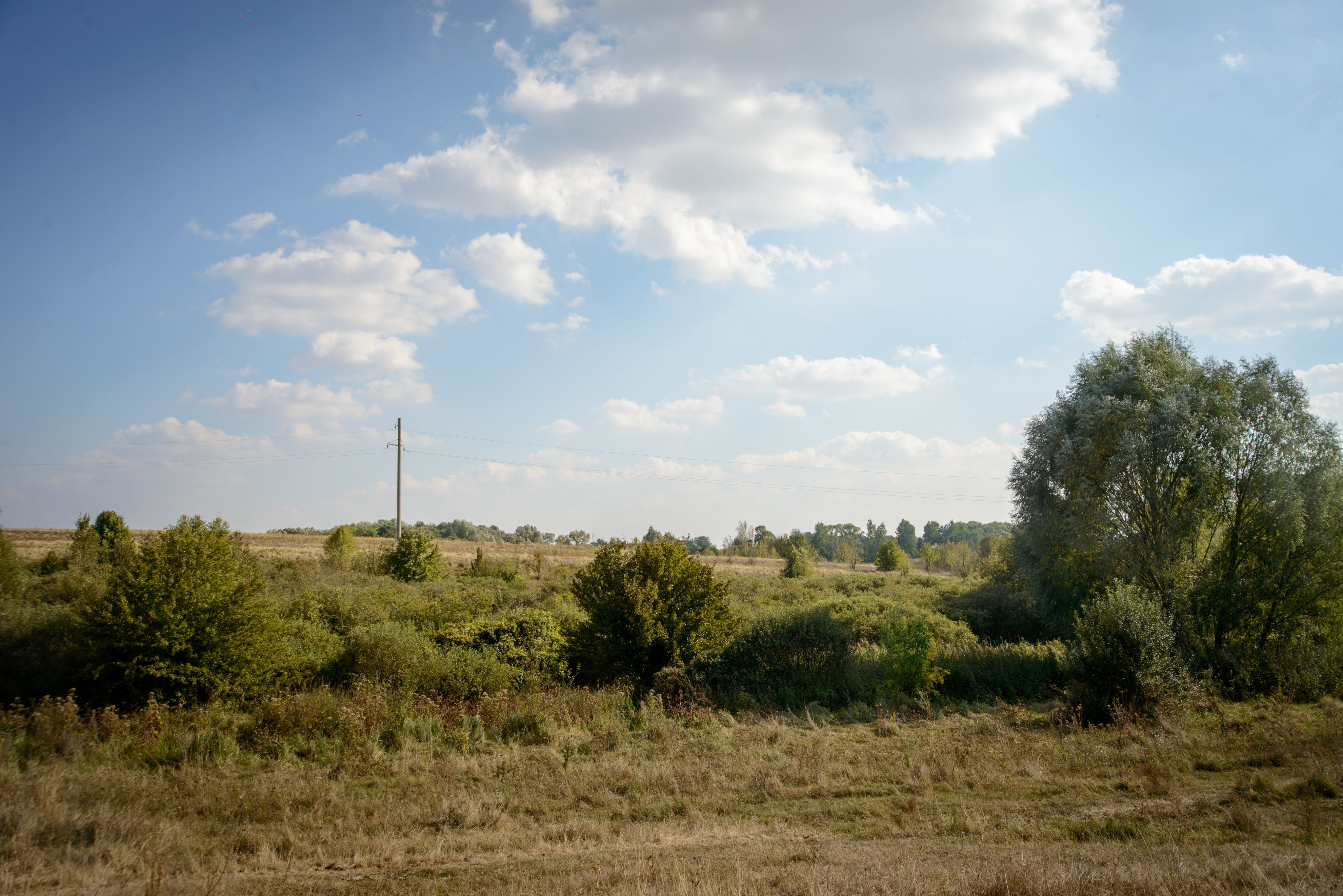
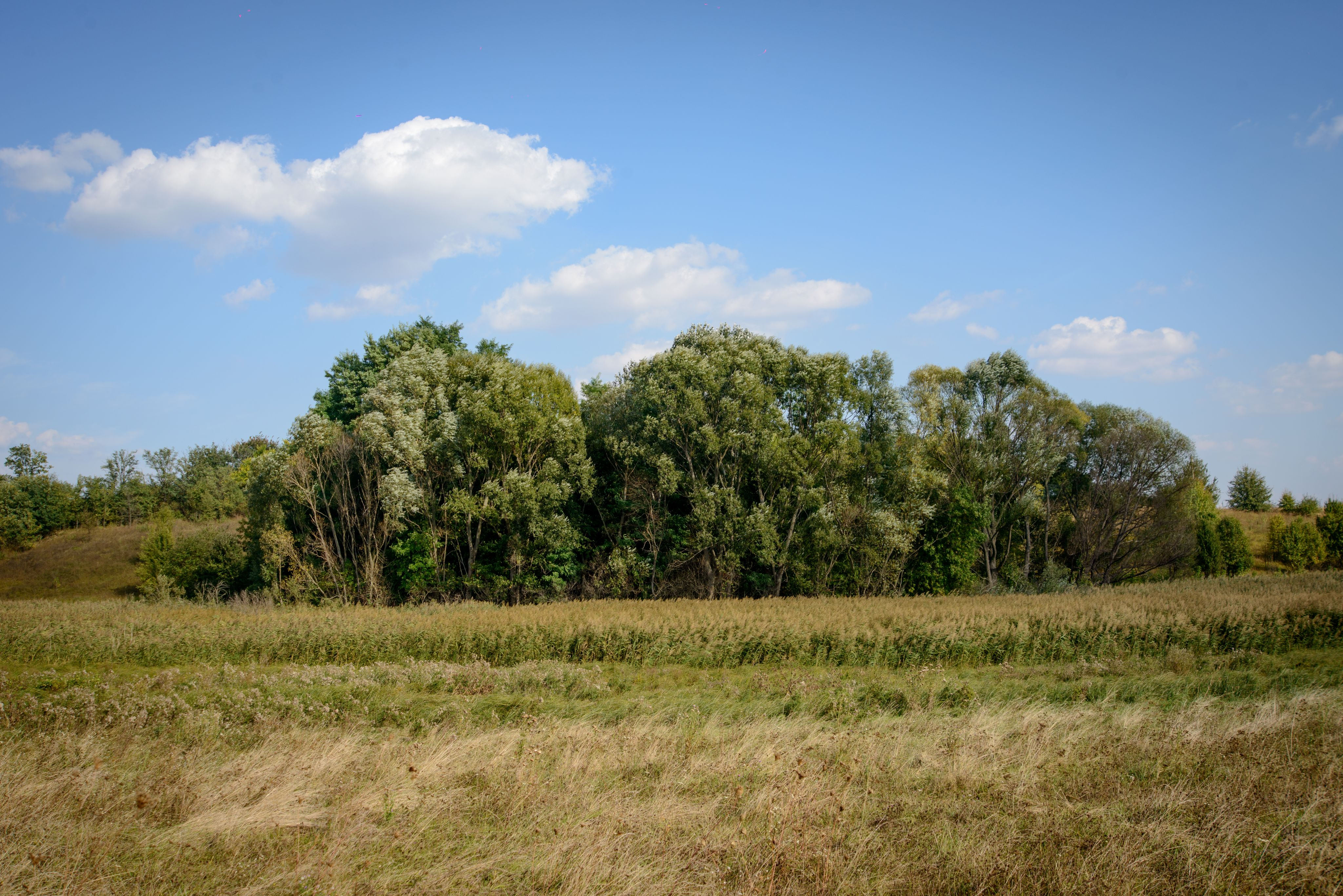
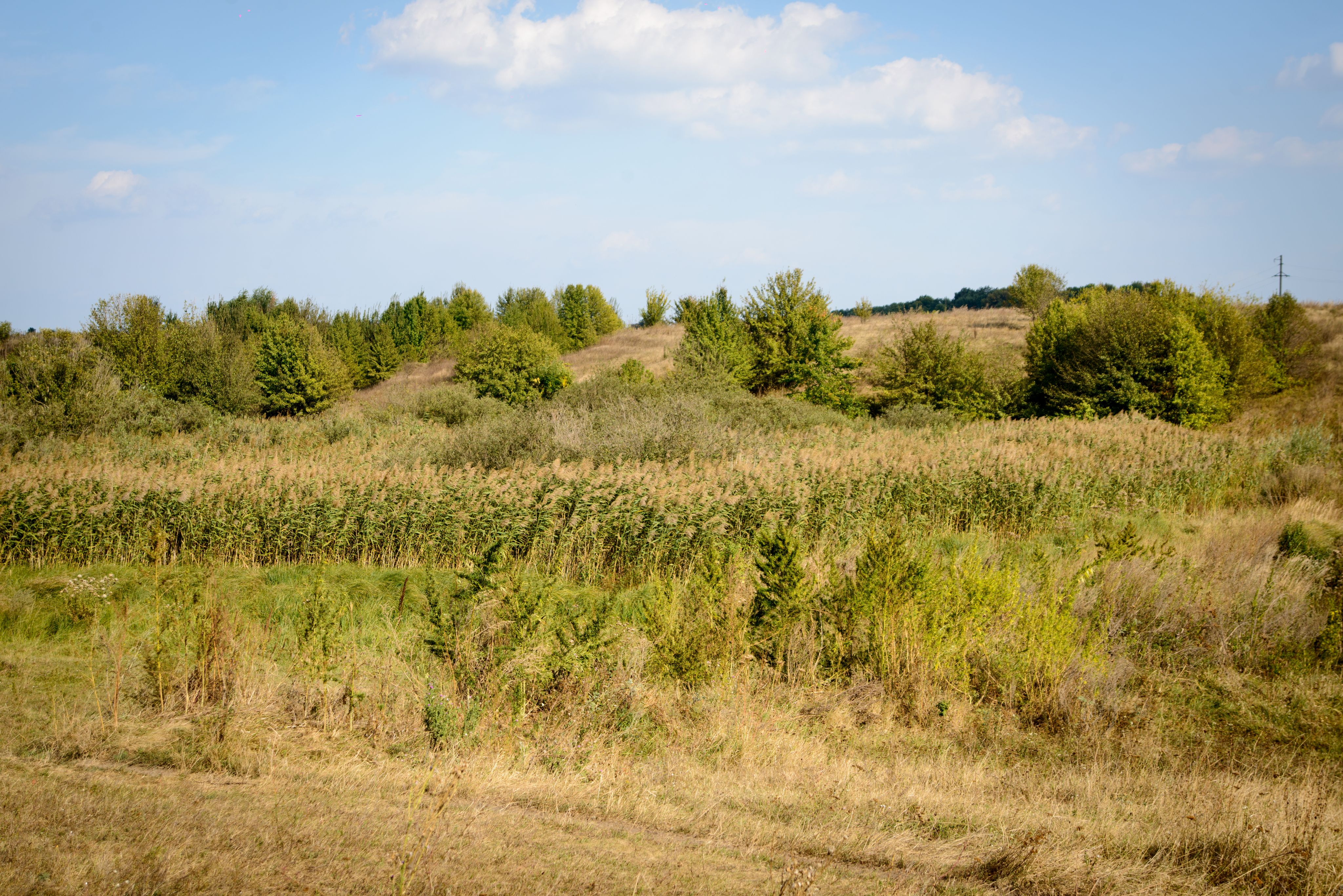
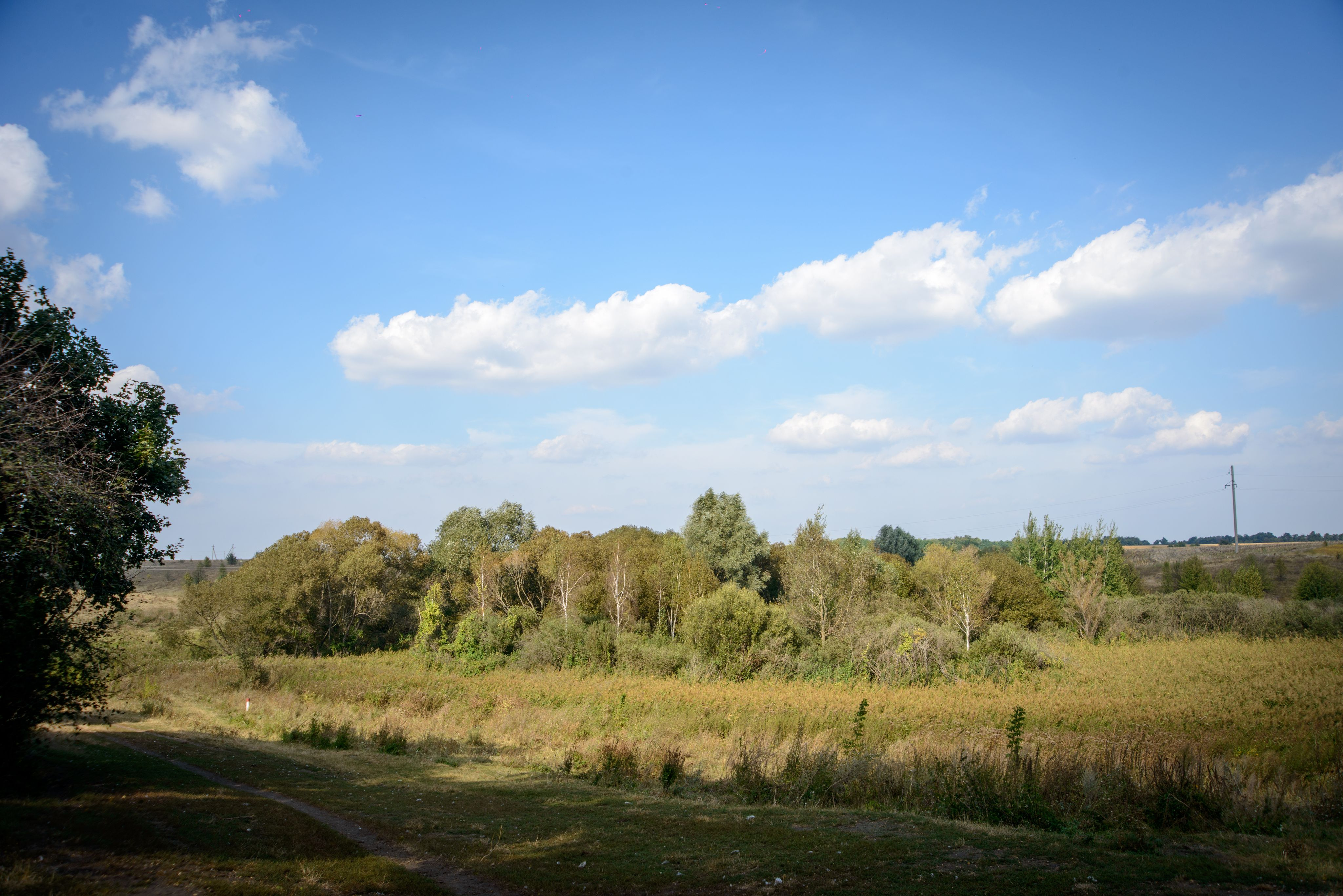
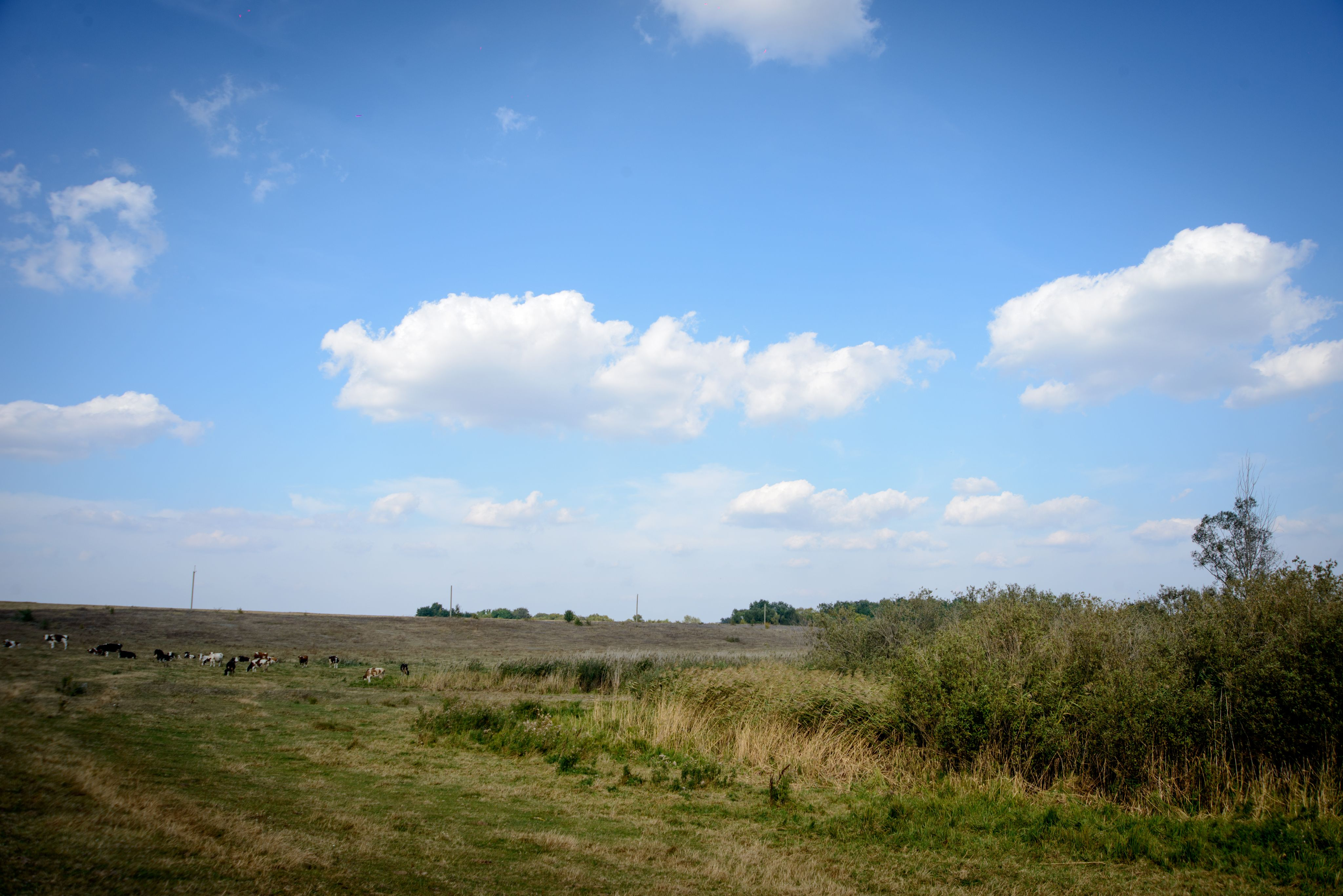
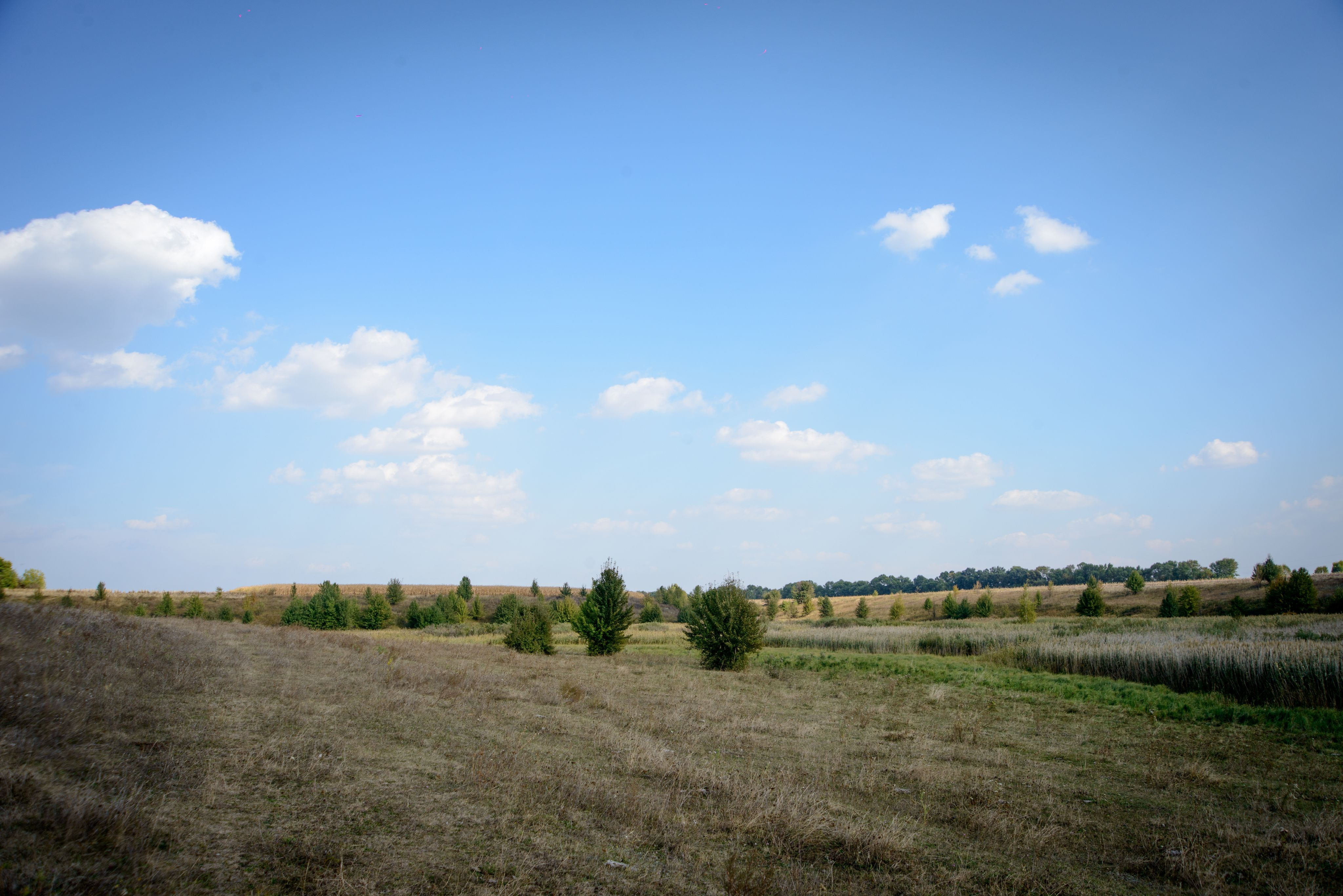
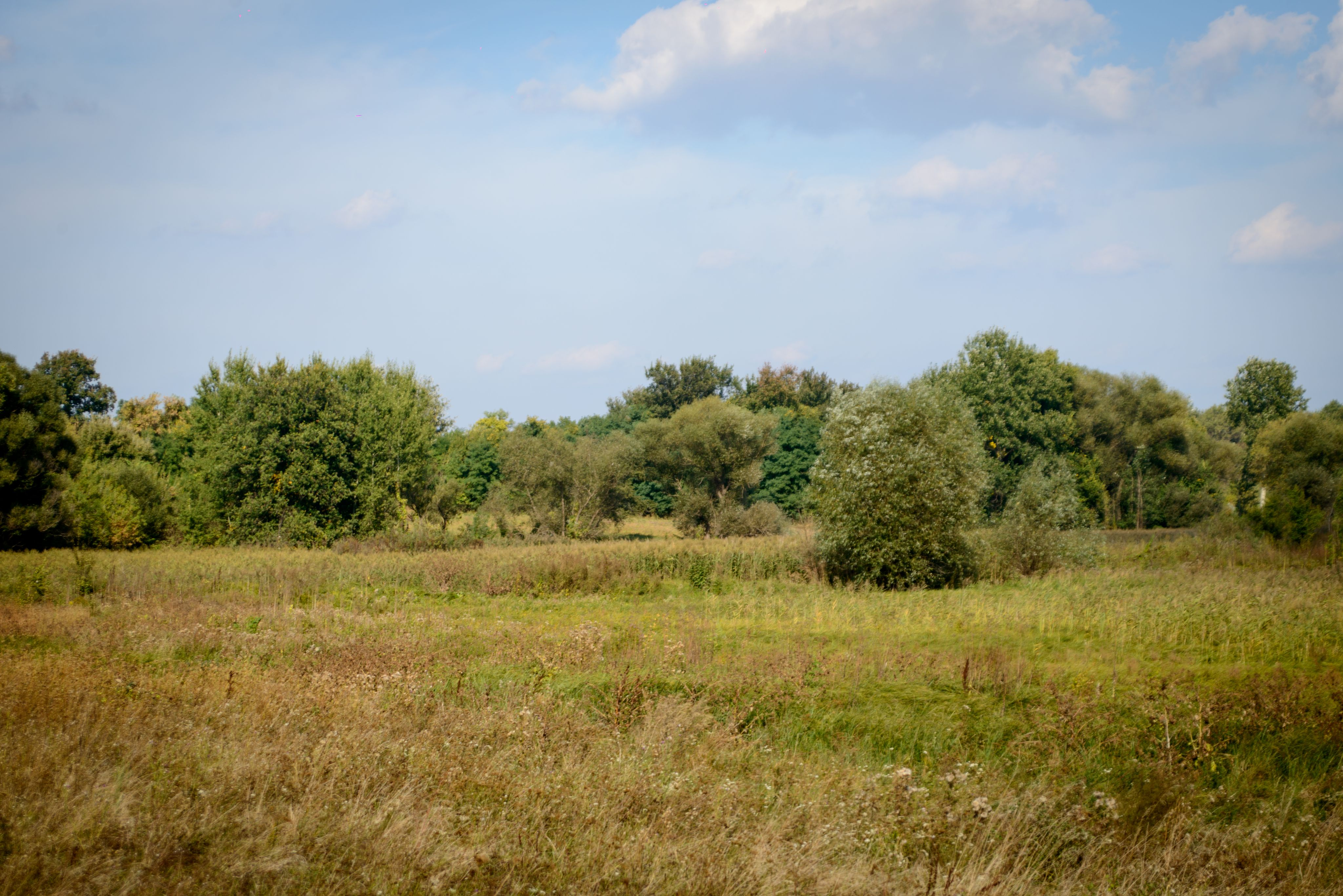
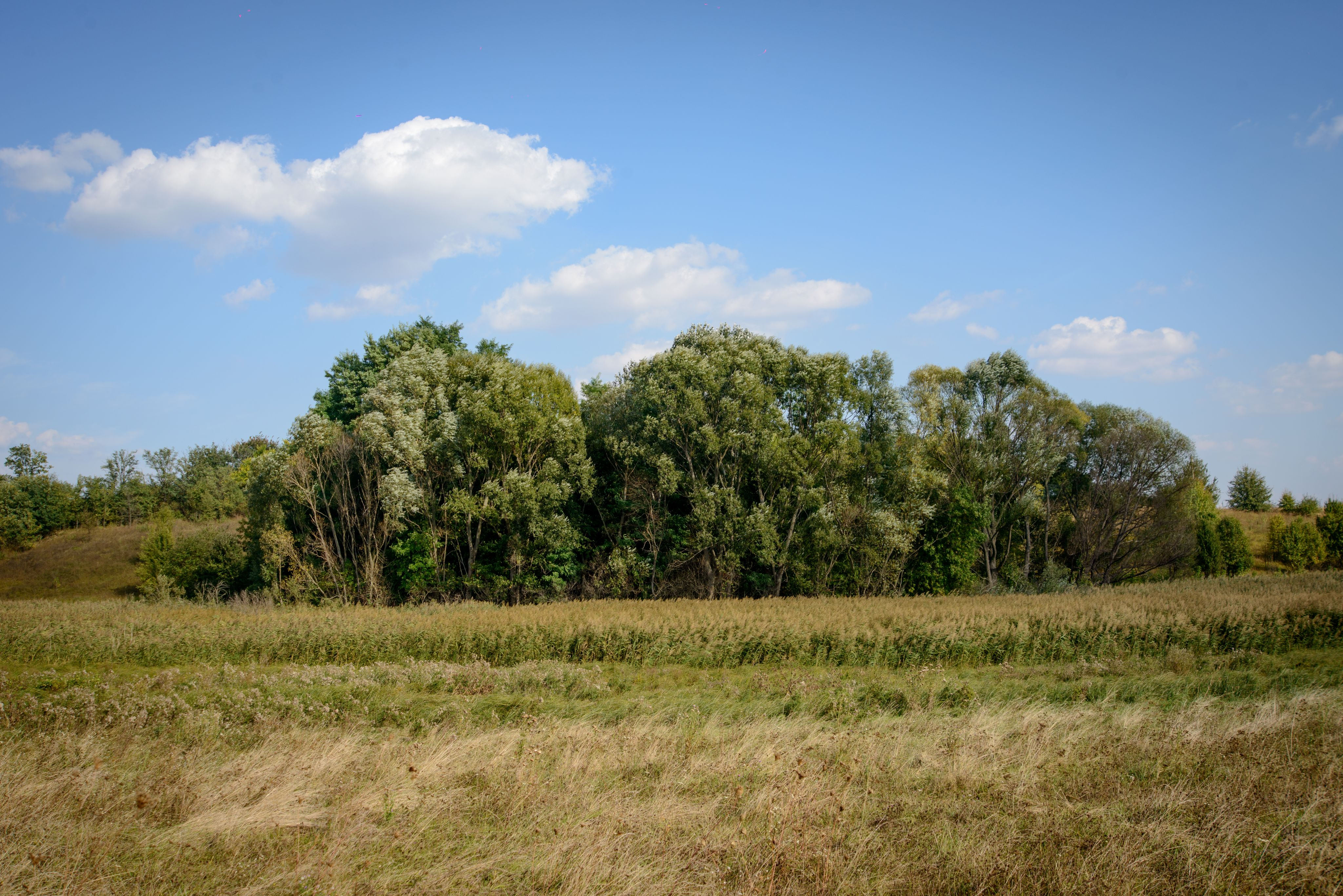
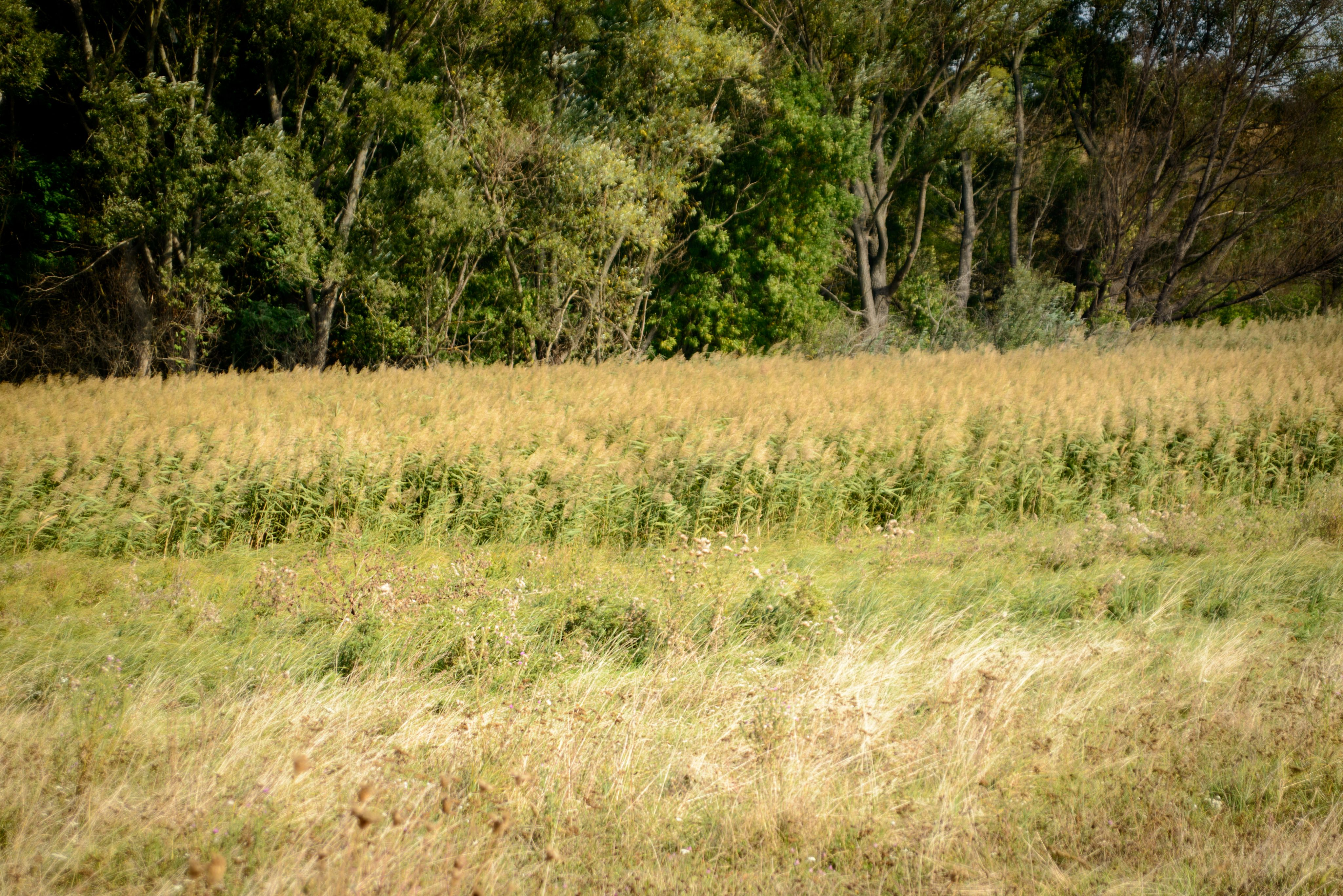
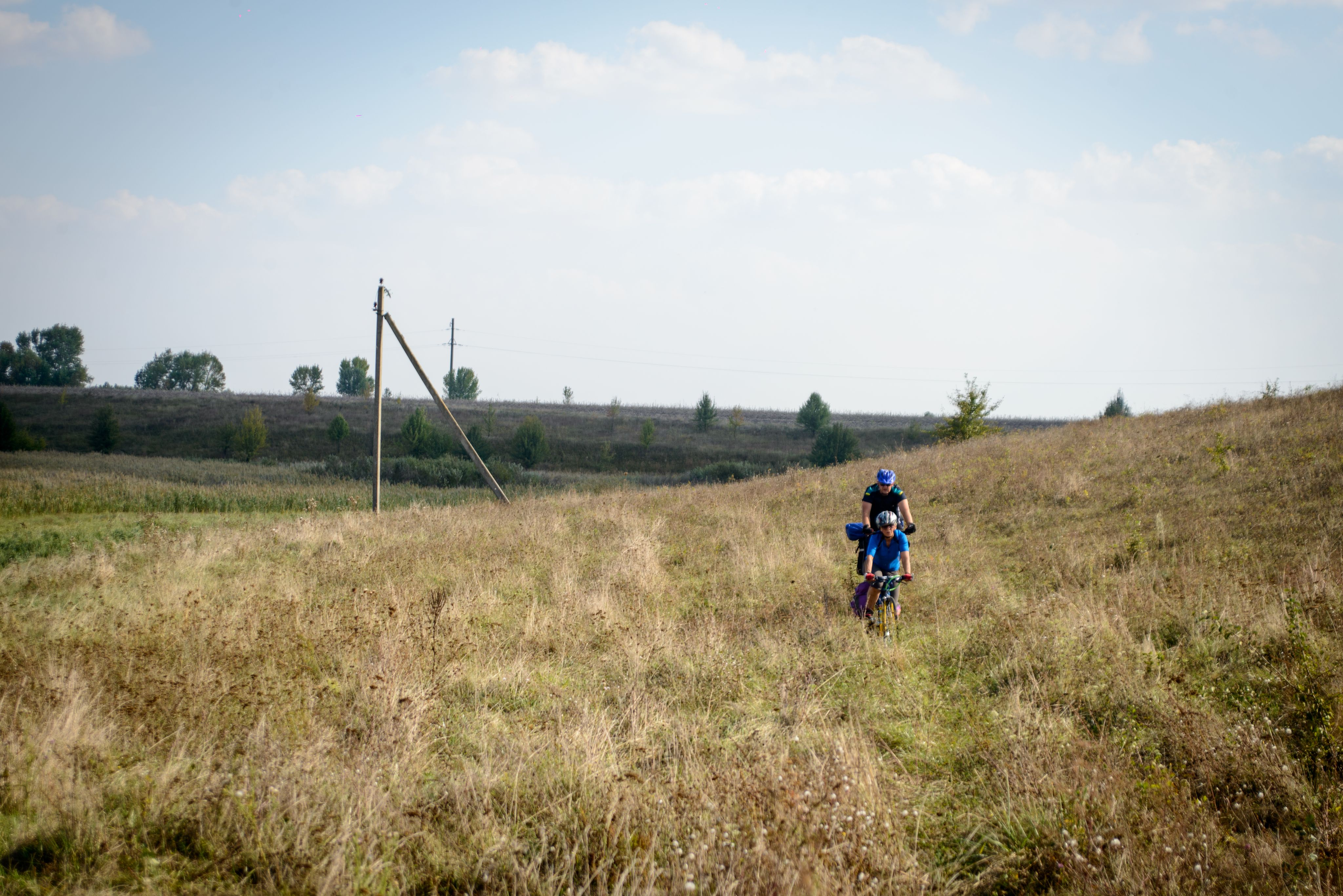
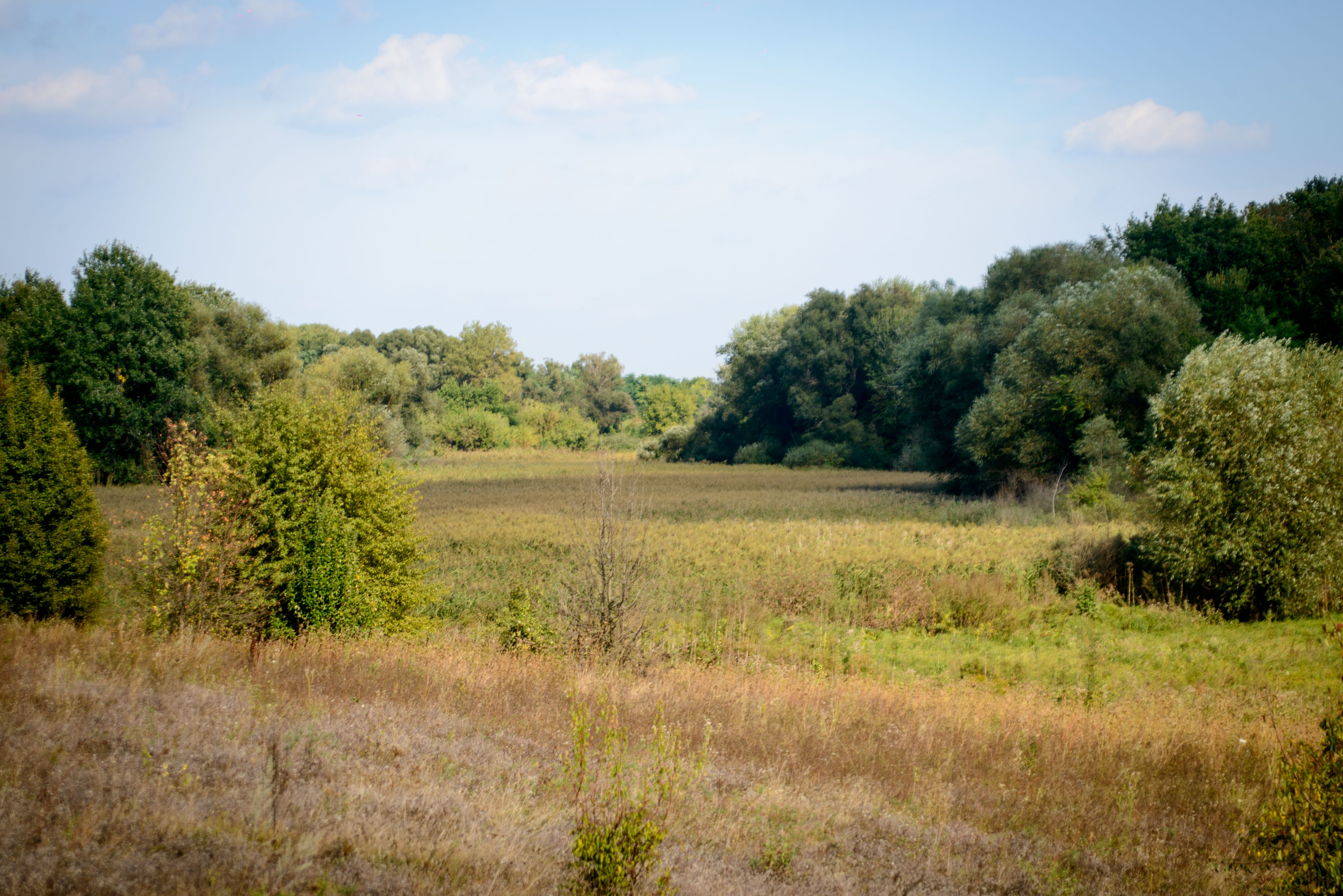
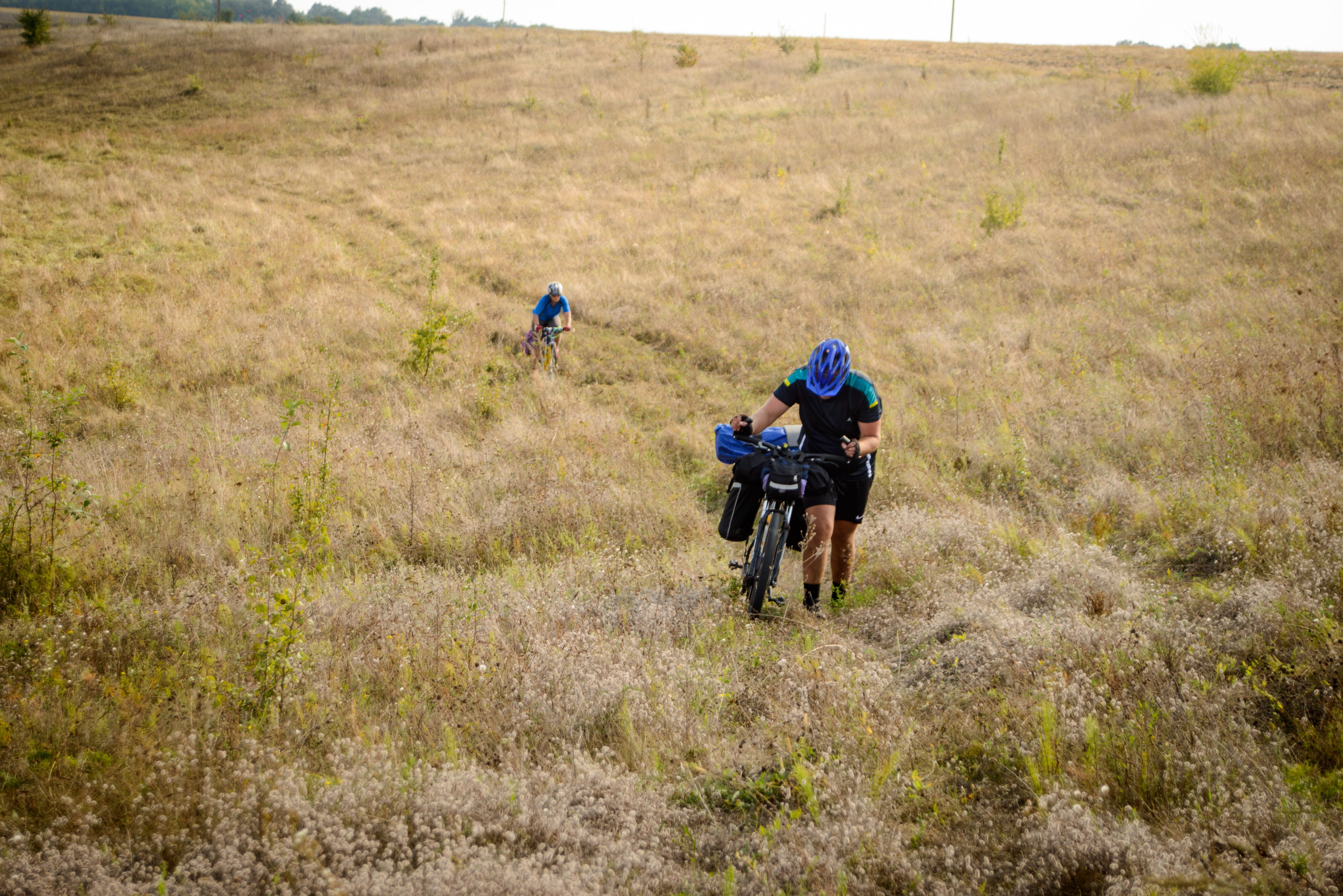
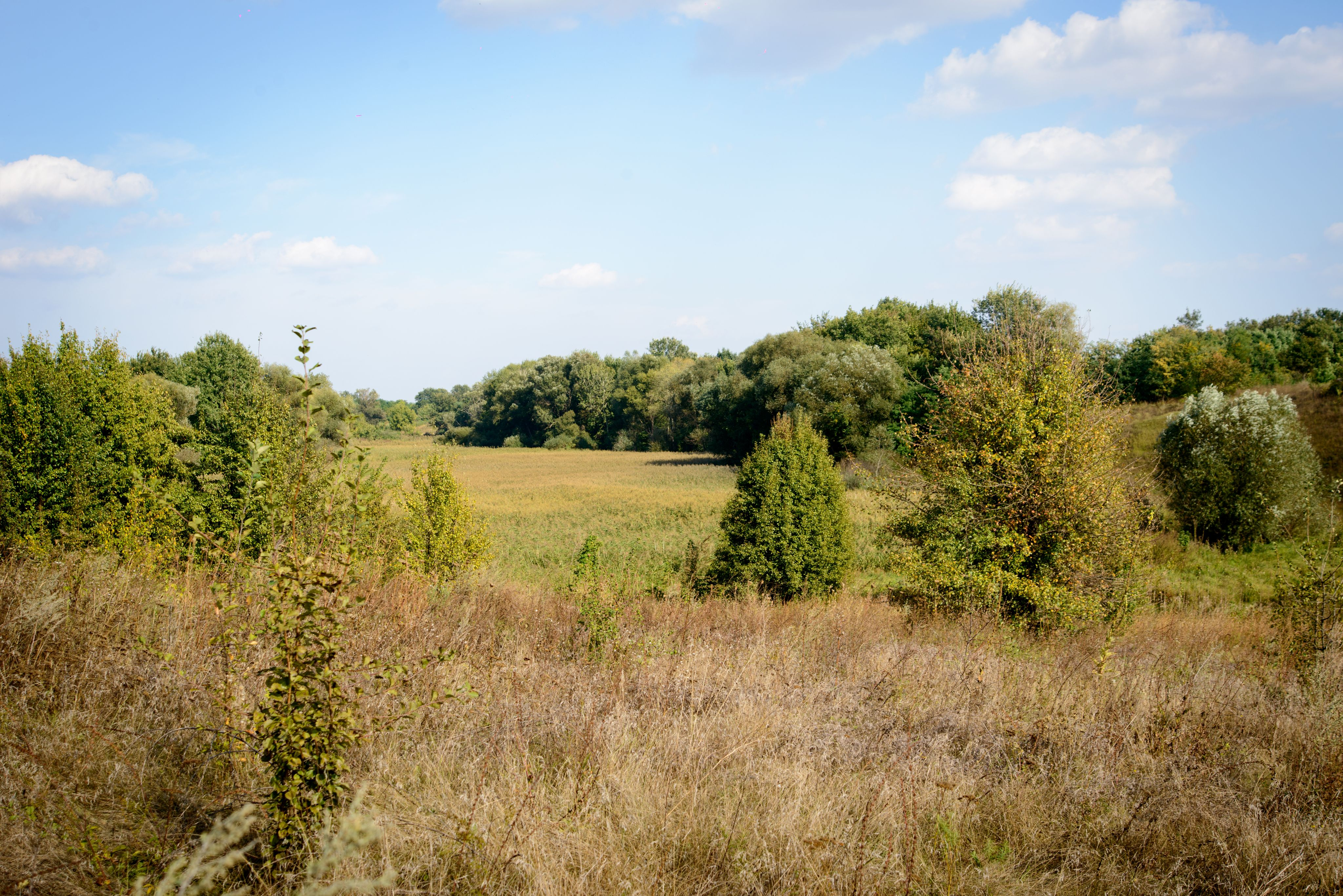
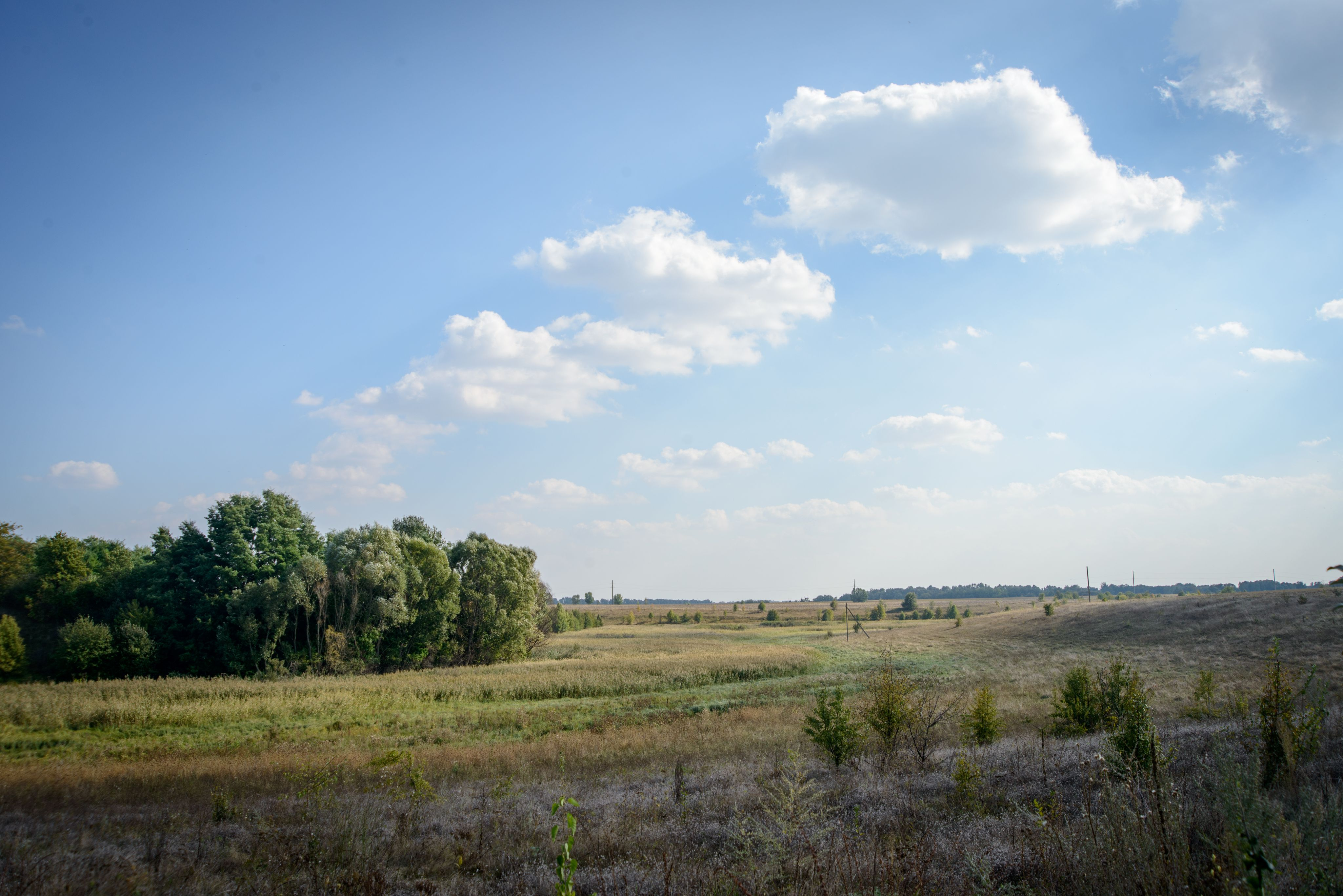
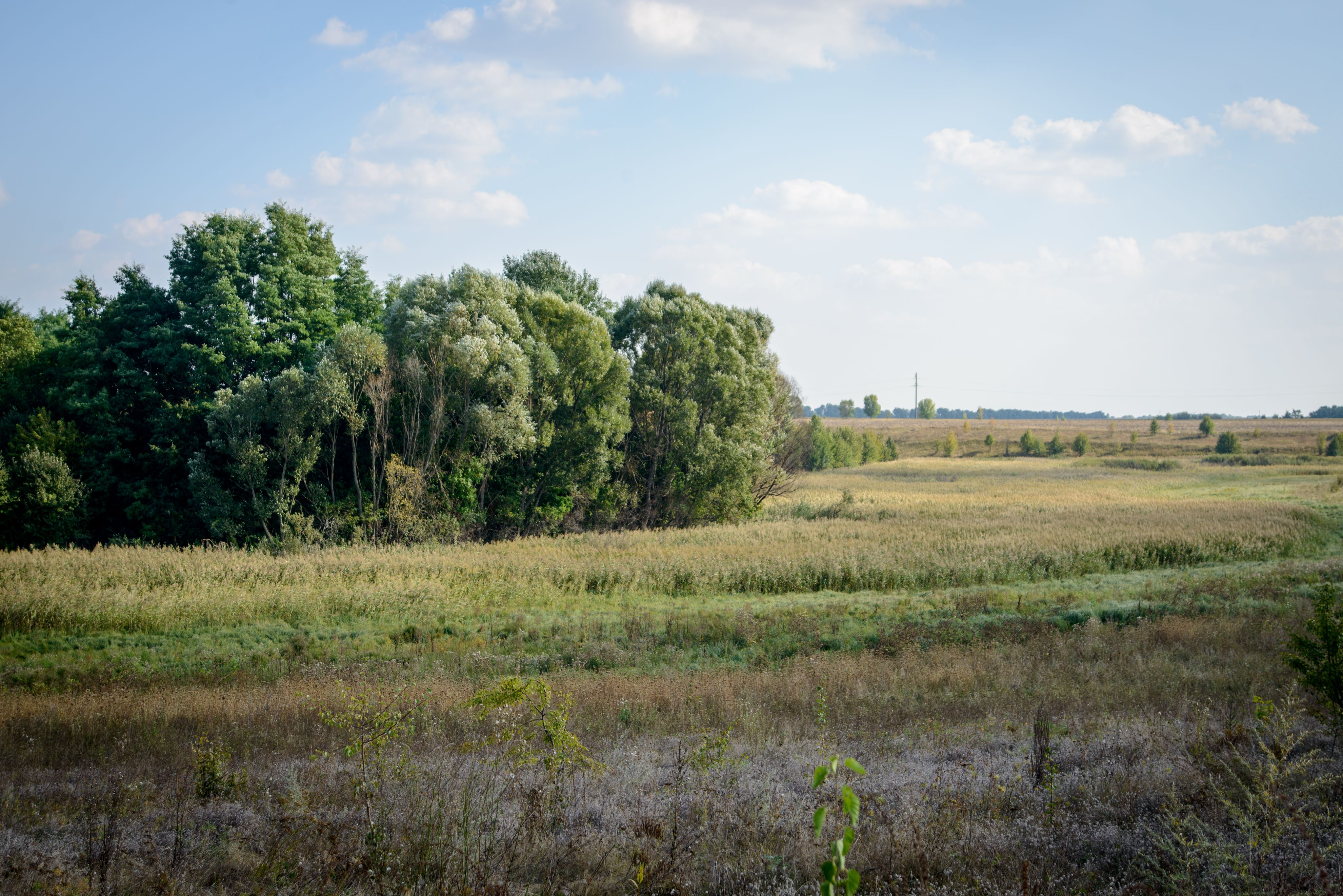
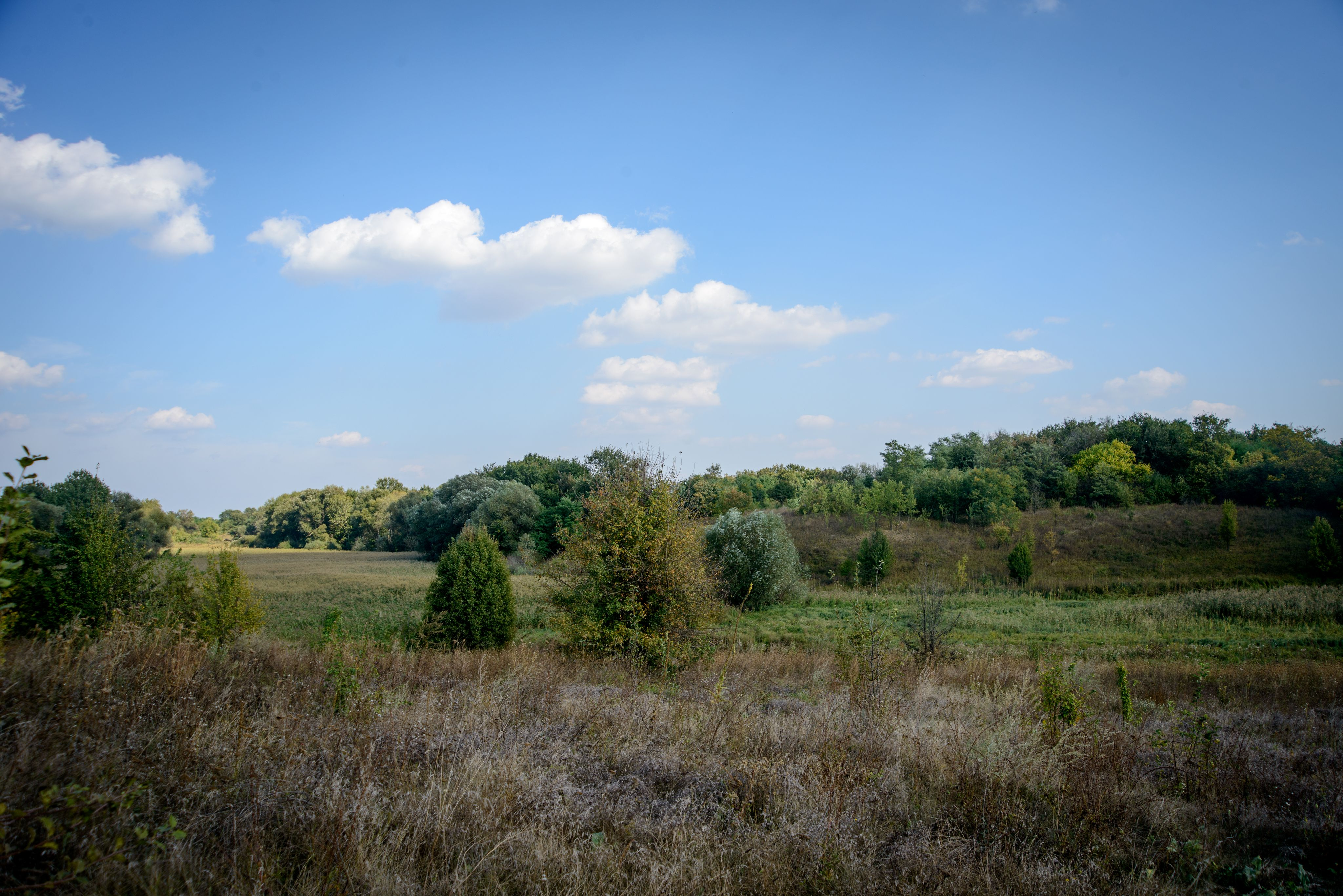
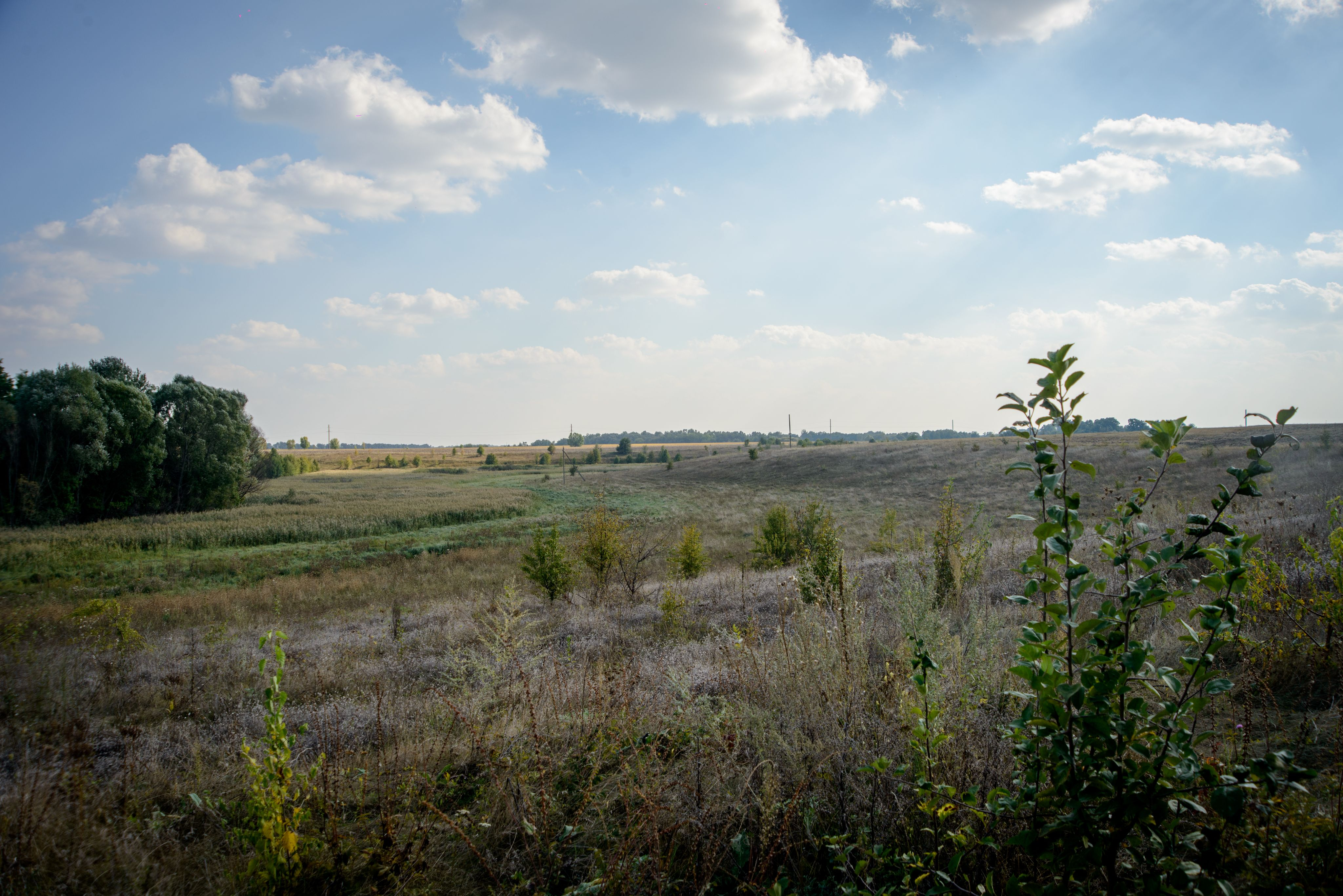
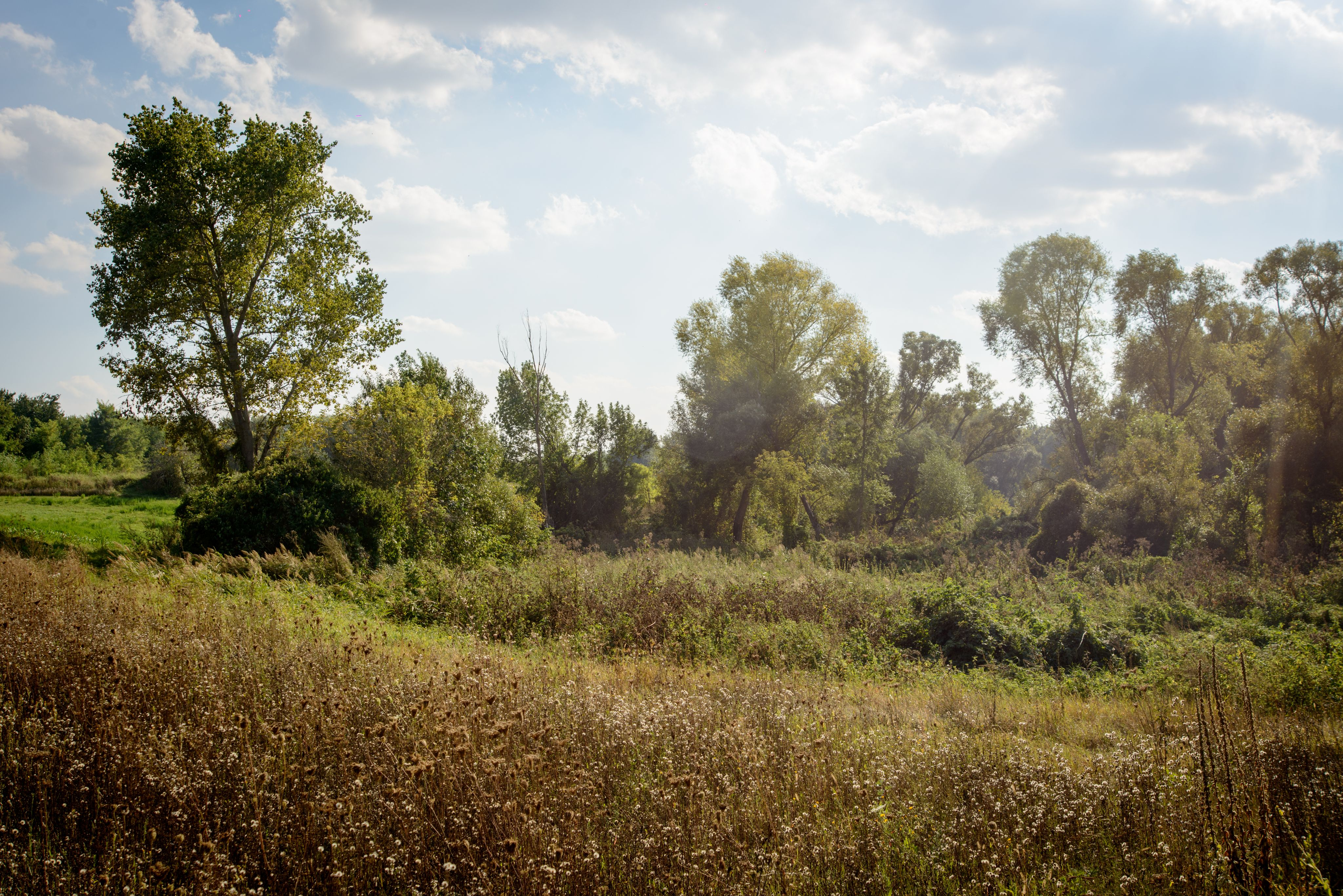
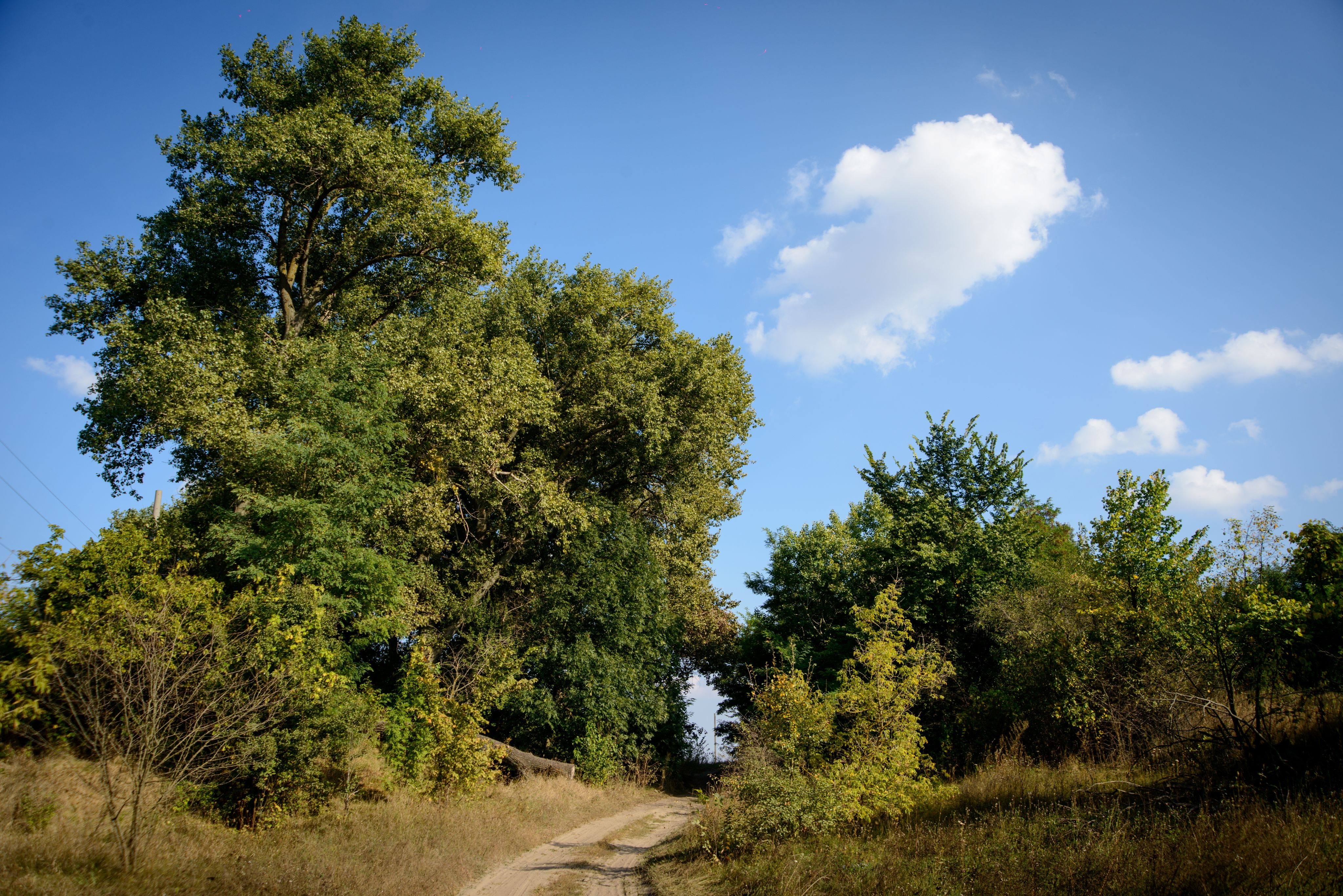
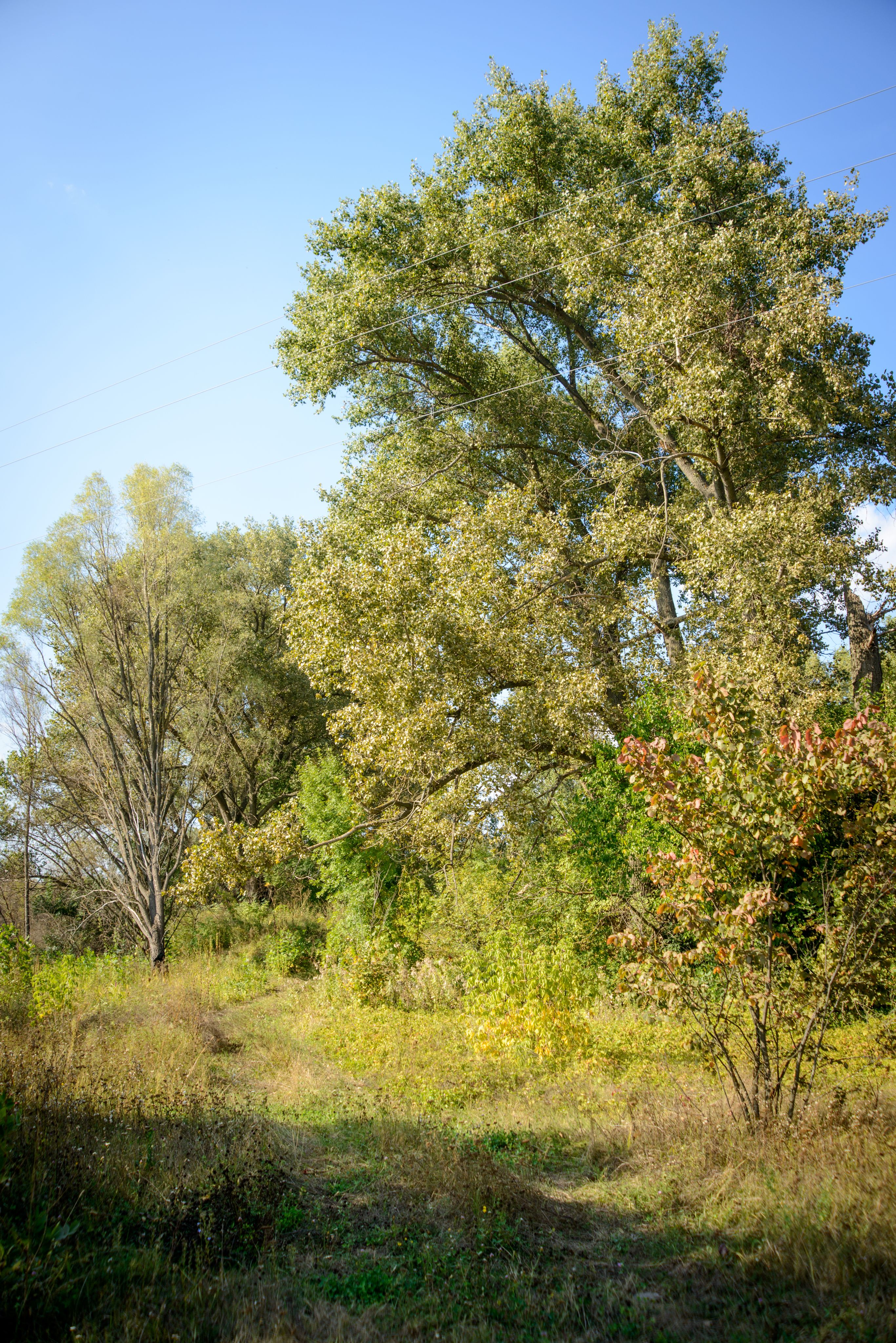